# Sinaloa-Samtfledermaus
Die Sinaloa-Samtfledermaus (Molossus sinaloae) ist eine Fledermausart aus der Familie der Bulldoggfledermäuse (Molossidae), welche in Zentral- und Südamerika beheimatet ist.
Der Artname „sinaloae“ bezieht sich auf den Bundesstaat Sinaloa in Mexiko, wo der Typus gefangen wurde.

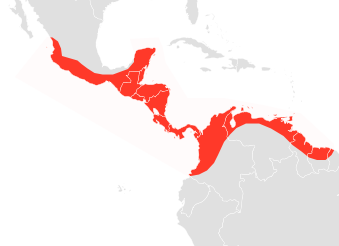
Verbreitungsgebiet von Molossus sinaloae

## Beschreibung
Die Sinaloa-Samtfledermaus ist eine mittelgroße Fledermaus mit einer Kopf-Rumpf-Länge von 120–140 mm und einer Flügelspannweite von bis zu 33 cm. Das Gewicht beträgt im Schnitt 23–27 g, wobei die Männchen etwas größer und schwerer sind als die Weibchen. Bezüglich Größe und Gewicht bestehen jedoch auch große geographische Unterschiede.
Das Fell der Sinaloa-Samtfledermaus erscheint schwärzlich, die Haare sind jedoch zweifarbig, gräulich an der Basis und dunkelbraun bis schwarz an der Spitze.

## Lebensweise
Die Sinaloa-Samtfledermaus ist eine rein insektenfressende Fledermaus, die hauptsächlich in Wäldern vorkommt. Nachtfalter und andere fliegende Insekten mit weichem Körper scheinen die bevorzugte Beute zu sein, jedoch werden auch Käfer nicht verschmäht. Die Kolonien halten sich natürlicherweise tagsüber in Felsspalten und Höhlen sowie an Palmwedeln auf, jedoch findet man diese Art auch sehr häufig in Gebäuden. Kolonien bestehen meistens aus mehr Weibchen als Männchen. Die Männchen besitzen eine Drüse am Hals, welche eine stark riechende, ölige Substanz produziert, mit der sie ihr Territorium und ihre Weibchen markieren.
Weibchen werden in ihrem ersten Lebensjahr bereits geschlechtsreif. Die Reproduktion von Molossus sinaloae ist saisonal und synchronisiert, wobei jedes Weibchen jedes Jahr ein einziges Jungtier zur Welt bringt. Lediglich 5 % der Weibchen gebären Zwillinge.

## Verbreitung und Lebensraum
Die Verbreitung der Sinaloa-Samtfledermaus reicht von Mexiko über Kolumbien, Venezuela, Suriname bis Französisch-Guyana. Ihr Bestand wird von der IUCN dank der weiten Verbreitung und relativen Toleranz gegenüber durch Menschen verursachter Störung als stabil und ungefährdet eingestuft.